# Kary Mullis
Kary Banks Mullis (Lenoir, 28 dicembre 1944 – Newport Beach, 7 agosto 2019) è stato un biochimico statunitense, vincitore del Premio Nobel per la chimica nel 1993 assieme a Michael Smith per aver messo a punto la tecnica della reazione a catena della polimerasi (o PCR); nello stesso anno fu insignito del Premio Giappone. La PCR divenne una tecnica centrale in biochimica e biologia molecolare, descritta dal New York Times come "altamente originale e significativa, dividendo virtualmente la biologia nelle due epoche di prima della PCR e dopo la PCR".
Mullis minimizzò il ruolo degli esseri umani nel cambiamento climatico, espresse dubbi sul fatto che l'HIV fosse la causa dell'AIDS, e professò una fede nell'astrologia e nel paranormale. Le dichiarazioni non scientifiche di Mullis su argomenti al di fuori della sua area di competenza sono state definite dallo Skeptical Inquirer come un esempio di "malattia da Nobel". 
Nel suo libro del 1998 Ballando nudi nel campo della mente. Le idee (e le avventure) del più eccentrico tra gli scienziati moderni, Mullis parlò della sua visione del mondo e raccontò di episodi curiosi ed esperienze alquanto insolite da lui affrontate, parlò dell'astrologia, della sua partecipazione al processo di O. J. Simpson, del suo uso di droghe, per finire addirittura con l'ipotesi di essere stato rapito dagli alieni; gli sarebbe accaduto una notte del 1985, in un bosco nei pressi di Mendocino County in California.

## Biografia
Mullis nacque a Lenoir, Carolina del Nord, nei pressi delle Blue Ridge Mountains, il 28 dicembre 1944 da Cecil Banks Mullis e Bernice Barker Mullis. La sua famiglia aveva un lungo trascorso nel settore agricolo in questa zona rurale. Da bambino, Mullis ricordava che era interessato nell'osservare gli organismi che popolavano la campagna. È cresciuto a Columbia, Carolina del Sud,  dove frequentò la Dreher High School. Nel 1966 conseguì un Bachelor of Science in Chimica presso il Georgia Institute of Technology di Atlanta; in questo periodo si è sposato ed ha iniziato un'attività.
In seguito ha ottenuto un dottorato di ricerca (Ph.D.) in biochimica presso l'Università della California a Berkeley nel 1972; l'argomento della sua ricerca verteva sulla sintesi e la struttura delle proteine. Mullis è quindi diventato un borsista post-dottorato in cardiologia pediatrica presso la scuola medica dell'Università del Kansas, completando due anni di post-dottorato in Chimica farmaceutica presso l'Università della California di San Francisco.
Mullis raccontò come ai tempi dei suoi studi a Berkeley mandò all'autorevole rivista inglese Nature un articolo fortemente speculativo nel quale sosteneva che metà della materia dell'universo andrebbe all'indietro nel tempo: l'articolo fu pubblicato.  Un ventennio dopo propose alla stessa rivista un articolo in cui documentava la tecnica della PCR, che gli avrebbe poi valso il Nobel, e non fu pubblicato.

## Carriera
Dopo aver ricevuto il dottorato di ricerca, Mullis ha lasciato la scienza per scrivere di fantascienza ma abbandona questo progetto per accettare una borsa di studio per la facoltà di medicina dell'Università del Kansas. Successivamente ha gestito un panificio per due anni, per poi ritornare alla scienza su incoraggiamento dell'amico e collega dell'UC Berkeley Thomas White che in seguito gli farà ottenere un lavoro con la società di biotecnologie Cetus Corporation di Emeryville, California. 
Nonostante la scarsa esperienza in biologia molecolare, Mullis lavorò come chimico del DNA alla Cetus per sette anni, ricoprendo anche il ruolo di capo del laboratorio di sintesi del DNA sotto White, allora direttore della ricerca molecolare e biologica dell'azienda; fu lì che nel 1983 Mullis inventò la procedura di reazione a catena della polimerasi (PCR). Alla Cetus comunque Mullis acquisì una reputazione per il suo comportamento irregolare: una volta minacciò di portare una pistola al lavoro, si esibì in "litigi pubblici tra amanti" con la sua allora fidanzata (una collega chimica dell'azienda), venne "quasi alle mani con un altro scienziato" a una festa del personale, secondo California Magazine. White ha ricordato: "Mi ha sicuramente messo in una situazione difficile. Il suo comportamento era così oltraggioso che gli altri scienziati pensavano che l'unico motivo per cui non l'avevo licenziato apertamente era che era un mio amico". 
Dopo essersi dimesso da Cetus nel 1986, Mullis è stato direttore della biologia molecolare per Xytronyx, Inc. a San Diego per due anni. Mentre inventava un inchiostro sensibile ai raggi UV alla Xytronyx, divenne scettico sull'esistenza del buco dell'ozono. In seguito, Mullis ha lavorato a intermittenza come consulente per diverse aziende e istituzioni sulla chimica degli acidi nucleici e come testimone esperto specializzato nella profilazione del DNA. Nel 1992, Mullis fondò un'azienda per vendere pezzi di gioielleria contenenti il DNA amplificato di personaggi famosi deceduti come Elvis Presley e Marilyn Monroe. Nello stesso anno, fondò anche la Atomic Tags a La Jolla, in California. L'impresa ha cercato di sviluppare una tecnologia che utilizza la microscopia a forza atomica e anticorpi con codice a barre marcati con metalli pesanti per creare saggi immunologici paralleli altamente multiplexati.
Un anno dopo, nel 1993, Mullis ha ricevuto il premio Nobel per lo sviluppo della tecnica della reazione a catena della polimerasi (Polymerase Chain Reaction o PCR), un processo già descritto da Kjell Kleppe e da Har Gobind Khorana, Nobel nel 1968. La tecnica consente l'amplificazione in vitro di frammenti di DNA. I miglioramenti apportati da Mullis hanno reso la PCR una tecnica fondamentale in biochimica e nella biologia molecolare, con innumerevoli applicazioni in campo medico, agricolo, e investigativo. Tale tecnica ha consentito lo svolgimento di esperimenti laboratoriali non solo a costi notevolmente ridotti, ma anche con benefici per quanto riguarda l'impatto ambientale e la rapidità delle procedure, consentendo alla nuova tecnologia delle biotecnologie di espandersi notevolmente e di diventare più accessibili.
Mullis è stato insignito nel 1993 anche del Premio Giappone. È stato membro del comitato consultivo del Festival della scienza e dell'ingegneria degli Stati Uniti. Nel 2014 è stato nominato ricercatore illustre presso il Children's Hospital Oakland Research Institute di Oakland, in California. 

### Uso di LSD
Mullis scrive delle proprie esperienze di sintesi e di consumo di vari tipi di sostanze psichedeliche nella sua autobiografia. In un'intervista pubblicata nel numero di settembre 1994 della rivista California Monthly, Mullis ha dichiarato: "Negli anni Sessanta e nei primi anni Settanta ho preso un sacco di LSD. Molte persone lo facevano a Berkeley a quel tempo. E l'ho trovata essere un'esperienza che ti apre la mente. Era di certo molto più importante di ogni altro corso io avessi mai seguito".
Nel corso di un convegno tenutosi per il centenario della nascita di Albert Hofmann (lo scopritore dell'LSD), Mullis ha rivelato che gli era stato riferito da Hofmann stesso che l'LSD lo aveva aiutato a sviluppare la reazione a catena. In risposta a un'intervista per il documentario della BBC Psychedelic Science, dichiara: "Cosa sarebbe successo se non avessi mai preso l'LSD? Avrei inventato la PCR ugualmente? Non lo so. Ne dubito. Ho seri dubbi".

### Interesse per il soprannaturale
Mullis ha espresso interesse per il paranormale. Ad esempio, ha detto di aver assistito alla "forma non sostanziale" del nonno defunto, offrendogli persino una birra. Nella sua autobiografia, Mullis professò di credere nell'astrologia e scrisse di un incontro con un procione fluorescente e parlante che suggerì potesse essere un alieno extraterrestre.

## Morte
Mullis morì di polmonite il 7 agosto 2019 all'età di 74 anni a Newport Beach, in California.

## Vita privata
Mullis è stato sposato quattro volte e ha due figli e una figlia.
Fu un surfista oltre che musicista, chitarrista e cantante.

## Pubblicazioni
- Kary Mullis, Cosmological Significance of Time Reversal, in Nature, vol. 218, n. 5142, 1968,  pp. 663-664, Bibcode:1968Natur.218..663M, DOI:10.1038/218663b0.
- K.F. Mullis, F. Faloona, S. Scharf, R. Saiki, G. Horn e H. Erlich, Specific enzymatic amplification of DNA in vitro: The polymerase chain reaction, in Cold Spring Harbor Symposia on Quantitative Biology, vol. 51, 1986,  pp. 263-273, DOI:10.1101/sqb.1986.051.01.032, PMID 3472723.
- K. Mullis, 1990, The unusual origin of the polymerase chain reaction. Scientific American, April 56–65.
- The Polymerase Chain Reaction, 1994, co-edited Francious Ferre and Richard A. Gibbs (Basel: Birkhauser) ISBN 0817637508 ISBN 978-0817637507.
- Kary B. Mullis, A hypothetical disease of the immune system that may bear some relation to the Acquired Immune Deficiency Syndrome, in Genetica, vol. 95, 1–3, 1995,  pp. 195-197, DOI:10.1007/BF01435010, PMID 7744261.
- Dancing Naked in the Mind Field (ISBN 978-0679774006), 1998 - autobiografia.

## Onorificenze
- 1990 — William Allan Memorial Award della American Society of Human Genetics,[20]
- 1990 — Preis Biochemische Analytik della German Society of Clinical Chemistry e Boehringer Mannheim[21]
- 1991 — National Biotechnology Award,[22] Gairdner Award,[22] R&D Scientist of the Year,[22] John Scott Award of the City Trusts of Philadelphia[23]
- 1992 — California Scientist of the Year Award[22]
- 1992 — Robert Koch Prize[24]
- 1993 — Premio Nobel in chimica, Japan Prize, Thomas A. Edison Award[22]
- 1994 — Laurea honoris causa in Scienze della University of South Carolina
- 1998 — Introdotto nella National Inventors Hall of Fame,[25] Ronald H. Brown American Innovator Award[26]
- 2004 — Laurea honoris causa in biotecnologie farmaceutiche dalla Università di Bologna[27]
- 2010 — Laurea honoris causa in scienze biologiche dalla Università Masaryk, Repubblica Ceca[28]